# Breege
Breege est une commune d'Allemagne, située sur l'île de Rügen dans l'arrondissement de Poméranie-Occidentale-Rügen du Land de Mecklembourg-Poméranie-Occidentale.

## Histoire
Breege provient d'un peuplement slave et est mentionnée pour la première fois dans un document officiel en 1313.

## Personnalités liées à la ville
- Günther Steinhausen (1917-1942), militaire né à Lobkevitz.